# Emrik Lindman
Emrik Ivar Lindman, född 6 januari 1900 i Nors socken i Värmland, död 3 juli 1946, var en svensk civilingenjör och betongexpert. Lindman uppfann vibroblocket och var verkställande direktör och största aktieägare i AB Byggförbättring, världsledande inom glidformsgjutning.

## Biografi
Emrik Lindman föräldrar var godsägaren Jan Petter Lindman och Emma Olivia Laurentia Ahlfvengren. Efter studentexamen i Skövde 1918, och examen från Kungliga Tekniska högskolan 1923, arbetade han vid AB Vägförbättringar i Stockholm, och mellan 1924 och 1932 vid Rute cementfabrik i Valleviken på Gotland, vidare från 1930 vid Betongklinker i Stockholm, där han var verkställande direktör mellan 1933 och 1940.
År 1941 startade han en egen ingenjörsbyrå i Stockholm och blev 1942 huvudägare i AB Byggförbättring, där han också var verkställande direktör, och utvecklade med kompanjonen Erik von Heidenstam under 1940-talet tekniken för att konstruera betonggjutna silor med glidformsgjutning, bland annat på Kvarnholmen i Nacka. Efter att man 1944 uppfunnit den hydrauliska glidformsdomkraften blev AB Byggförbättring  med världspatent på denna uppfinning, världsledande inom glidformsgjutning.
Emrik Lindmans uppfinning, betongblandaren vibroblocket, fick en stor användning inom byggnadsverksamheten och tusentals såldes i Sverige och andra länder mellan 1940- och 1970-talen. Vibroblocket såldes av Byggförbättring 1979 till Rojomaskiner AB, som 2004 sålde den vidare till Refrak Oy, vilka med företaget Rojo Machines Finland producerar den i en modifierad form.